# Sistema de cuevas Clearwater
El Sistema de cuevas Clearwater (en malayo Gua Air Jernih) está situado en el Parque Nacional de Gunung Mulu, Sarawak, Malasia. Las cuevas de Mulu cuentan con la segunda cámara de cuevas más grande del mundo, la cueva más grande del mundo por volumen y uno de los pasajes de cuevas interconectadas más grandes con 248.549 m. cartografiados tras la expedición de 2024. El sistema se encuentra principalmente bajo los márgenes occidentales del monte Api (Gunung Api), entre el desfiladero de Melinau y la Cueva de los Vientos.
Desde la entrada, una pendiente de rocas desciende hasta el río y, a la izquierda, se encuentra la cámara de resurgimiento alimentada por dos ríos. El más pequeño de los dos, Goldwater, recoge el drenaje de los alrededores del borde de la montaña hacia el norte. Su nombre se debe a la coloración de sus aguas por los taninos de las hojas caídas. El caudal más grande, procedente de las profundidades de la montaña, es Clearwater, uno de los ríos subterráneos más grandes conocidos. Durante las crecidas,  se vierten cada hora 150.000 toneladas de agua. Desde esta unión, el paso del río continúa durante más de un kilómetro, con unas dimensiones impresionantes que alcanzan una media de 30 metros de diámetro.

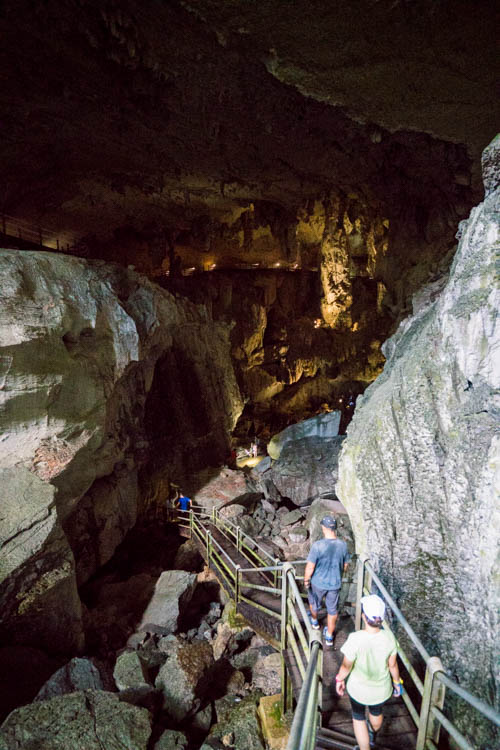
Parte de la cueva abierta al público.

Finalmente, el magnífico paso termina en River Junction, donde se hunde. Desde aquí hay una red de pasos que rodean la zona inundada y conducen a un enorme complejo de pasos secos en la parte superior. El mayor de ellos, llamado Revival, se dirige hacia el norte como un enorme tubo freático, con una altura media de paso de 45 metros y un ancho de 30 metros.

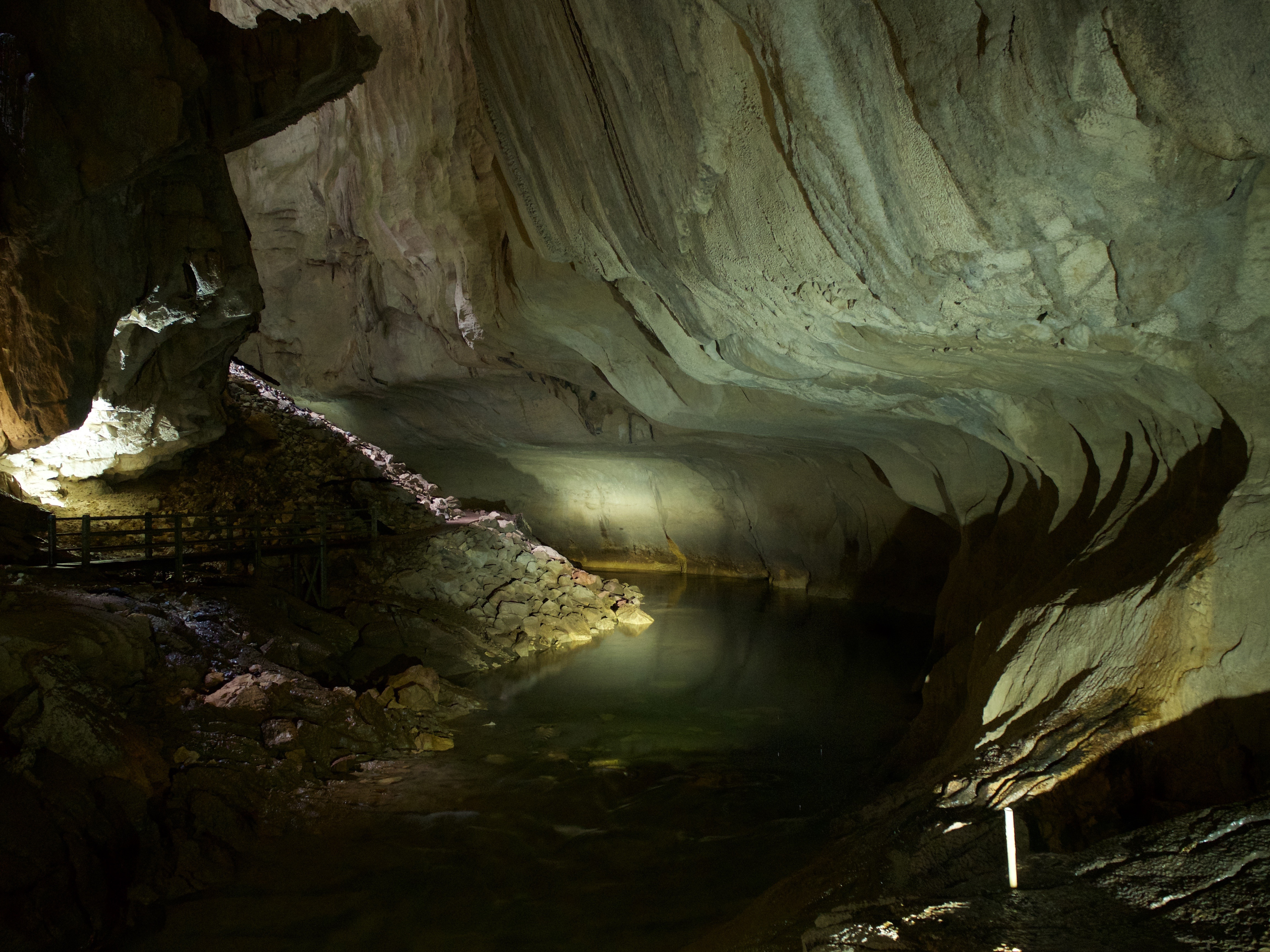
Cueva Clearwater

## Mulu Caves Project
Las cuevas de Mulu han sido exploradas durante más de cuarenta años por una serie coordinada de expediciones anglo-malasias que visitaron la zona por primera vez en 1978.
Durante 1977-78, la "Expedición Mulu Sarawak de la Royal Geographical Society pasó 15 meses en el área estudiando muchos aspectos de la selva tropical. En el equipo se incluyeron seis espeleólogos que, en tres meses, exploraron y estudiaron 50 kilómetros de pasajes de cuevas, incluidas partes de Clearwater Cave, Green Cave y otras.

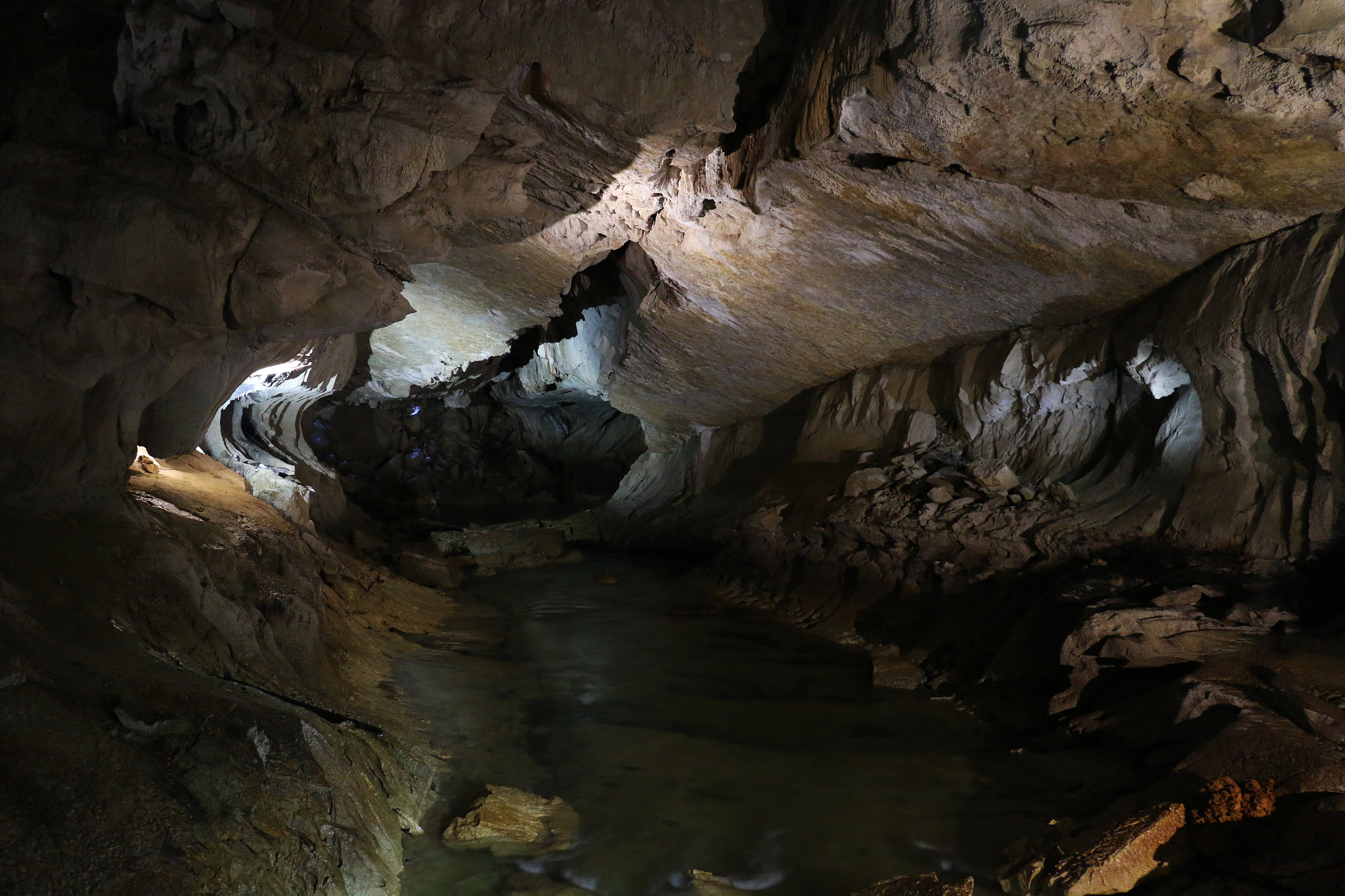

Desde entonces hasta 2024, se han sucedido numerosas expediciones, ampliándose el conocimiento del sistema de cuevas cada vez más.